# Logănești
Logănești è un comune della Moldavia situato nel distretto di Hîncești di 4.119 abitanti al censimento del 2004